# Eugen Jochum
Eugen Jochum (Babenhausenu im Unterallgäu, 1. studenog 1902. – München, 26. ožujka 1987.) njemački dirigent, jedan od najvećih interpreteta djela Antona Brucknera.

## Život
Bio je sin učitelja i orguljaša u katoličoj obitelji i odrastao je s braćom Ottom i Georgom Ludwigom. Još s četiri godine je išao je na sate klavira i sa šest godina na sate orgulja. S devet godina je pomagao u crkvi u svom rodnom mjestu. Studirao je prvo u Augsburgu na Leopold-Mozart-Konservatoriju (orgulje i klavir) i 1922. – 1925. na glazbenoj akademiji u Münchenu dirigiranje i kompoziciju kod Siegmunda von Hauseggera i Hermanna von Waltershausena, a orgulje kod Emanuela Gatschera. Uz to je radio kao korepetitor na operi u Münchenu.